# Christopher R.W. Nevinson
Christopher Richard Wynne Nevinson (Londra, 13 agosto 1889 – Londra, 7 ottobre 1946) è stato un pittore, incisore e litografo britannico.
È stato soprattutto un paesaggista e ritrattista ed uno dei più famosi artisti di guerra della prima guerra mondiale. Spesso è indicato con le sue iniziali C. R. W. Nevinson.

## Biografia

### La giovinezza

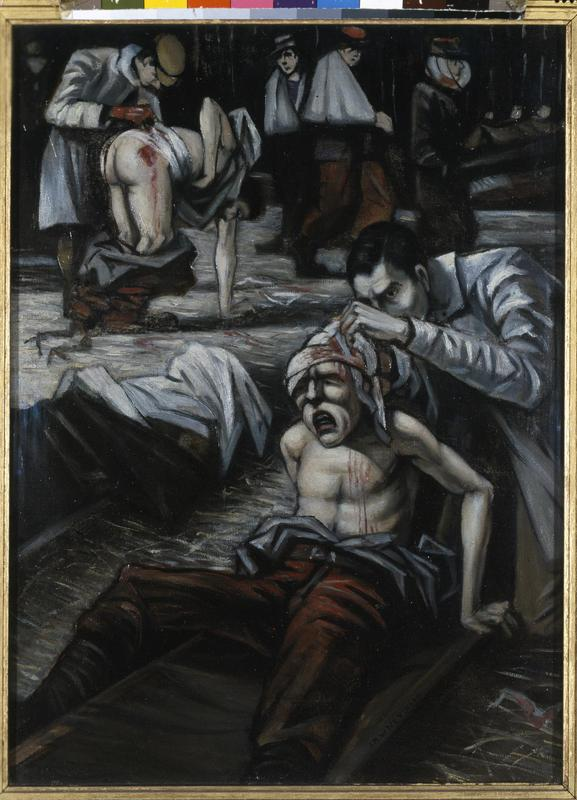
The Doctor (1916)

Christopher R. W. Nevinson era il figlio del giornalista e corrispondente di guerra Henry Nevinson e della scrittrice Margaret Nevinson,  fervente sostenitrice del diritto di voto alle donne. Dopo aver studiato alla scuola di Uppingham, che detestava, Nevinson proseguì i suoi studi presso la «St. John's Wood School of Art».
Molto impressionato dal lavoro dell'artista gallese Augustus John, decise di seguire i corsi della prestigiosa 'Slade School of Fine Art' presso l'University College di Londra. Tra i suoi compagni in questa famosa istituzione c'erano Mark Gertler, Stanley Spencer, Paul Nash e Dora Carrington. Gertler fu in quel periodo il suo più stretto amico e mentore, e insieme fondarono il gruppo dei cosiddetti "Neo-Primitivi", fortemente influenzato dai massimi artisti del Rinascimento. In realtà questa collaborazione ebbe rapida fine a causa della rivalità amorosa tra i due uomini per Dora Carrington. Allo stesso tempo, l'insegnante di disegno di Nevinson, Henry Tonks, gli consigliò di rinunciare a qualsiasi velleità artistica.

### Le prime esperienze artistiche

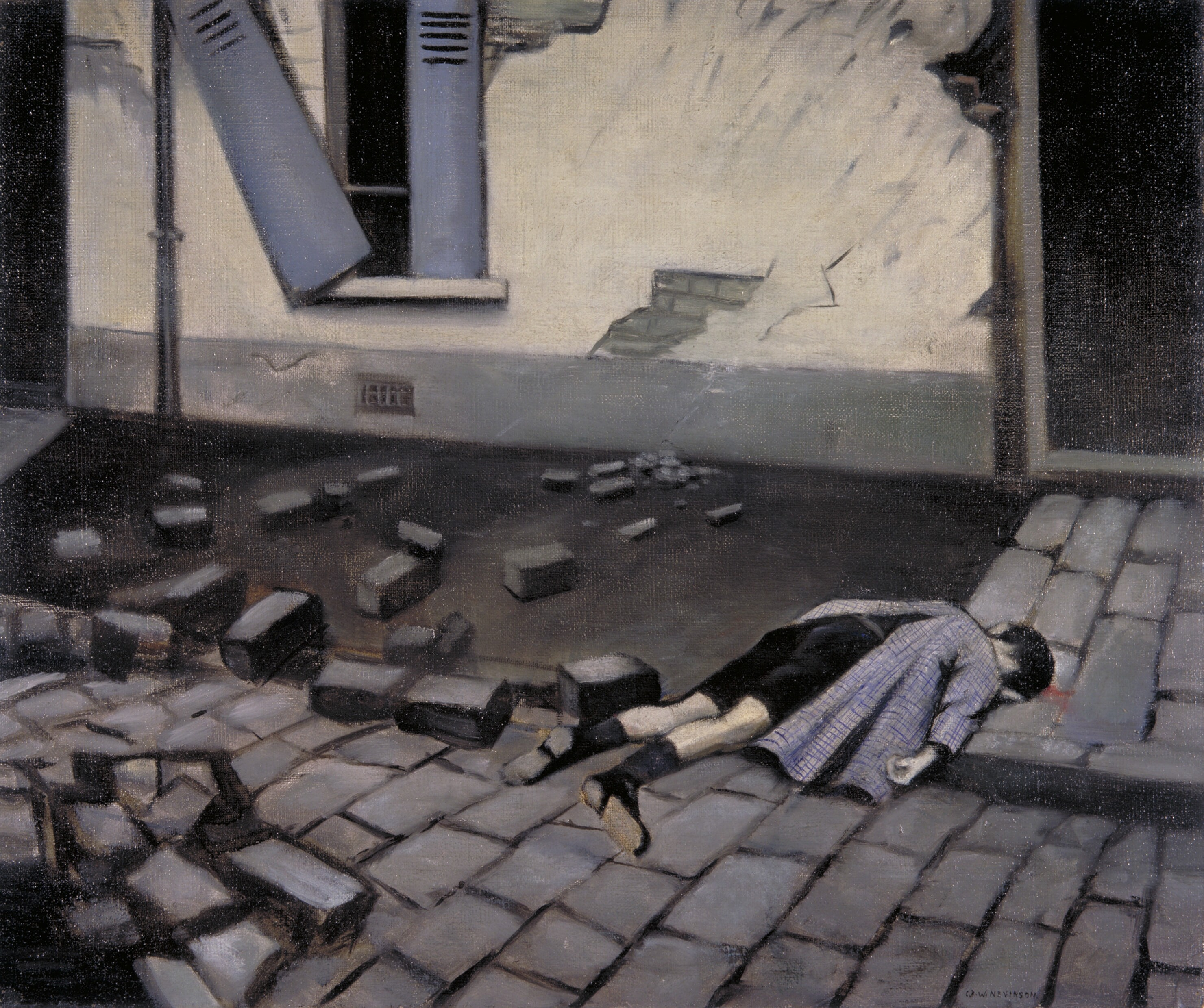
A Taube (1916)

Nel 1911 Nevinson si trasferì a Parigi, dove conobbe i pittori italiani Amedeo Modigliani, con cui condivise lo studio, e Gino Severini.  Durante il soggiorno parigino conobbe anche Filippo Tommaso Marinetti, leader del futurismo, e Pablo Picasso, che gli fece conoscere il cubismo. Nel frattempo proseguì i suoi studi presso l'Académie Julian.
Tornato in Inghilterra, Nevinson conobbe e divenne amico dello scrittore e artista Wyndham Lewis, fondatore del 'Centro d'Arte Rebel' di Londra, che comprendeva fra i suoi membri Ezra Pound, ma che ebbe durata brevissima. Nel marzo 1914 fu tra i fondatori del gruppo di artisti detto "The London Group".
Nel giugno 1914 preparò e pubblicò, insieme a Filippo Tommaso Marinetti, il manifesto «Vital English Art»,  nel quale si dichiarava che il futurismo era l'unico movimento realmente rappresentativo delle avanguardie.. Per questo entrò in conflitto con Lewis e gli altri artisti "ribelli", tanto che Lewis fondò un altro gruppo d’avanguardia, facente riferimento al Vorticismo, e Nevinson ne fu escluso a priori.

### La prima guerra mondiale

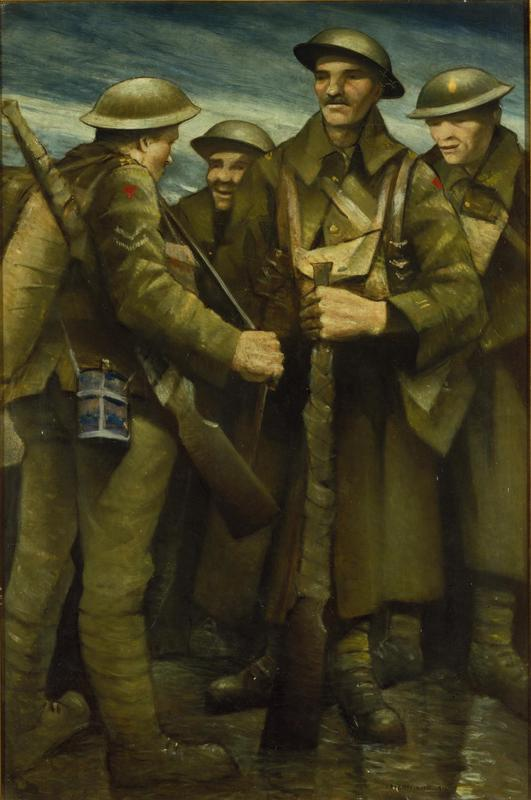
A Group of Soldiers (1917)

Convinto pacifista e obiettore di coscienza, allo scoppio della prima guerra mondiale, Nevinson si rifiutò di arruolarsi nei corpi di combattimento. Fu aggregato pertanto alla "Friends' Ambulance Unit" e fu impegnato sul fronte francese per conto della "Croce Rossa" britannica.  Per un breve periodo lavorò come autista di ambulanze, prima che la salute cagionevole lo costringesse a fare ritorno in Gran Bretagna. Rimase comunque profondamente turbato dalla sua esperienza di guerra, soprattutto il suo impegno per aiutare i soldati francesi feriti al fronte lo sconvolse in modo devastante.
Tornato a Londra, nel 1915 fu impegnato presso il "London General Hospital" a Wandsworth. 
Usò queste esperienze di guerra come soggetto per una serie di dipinti in cui usò l'estetica del futurismo e l'influenza del cubismo per creare dipinti di grande effetto. Il suo collega Walter Sickert scrisse che il quadro di Nevinson "La Mitrailleuse", 'probabilmente resterà l'espressione più autorevole relativa alla guerra nella storia della pittura'.

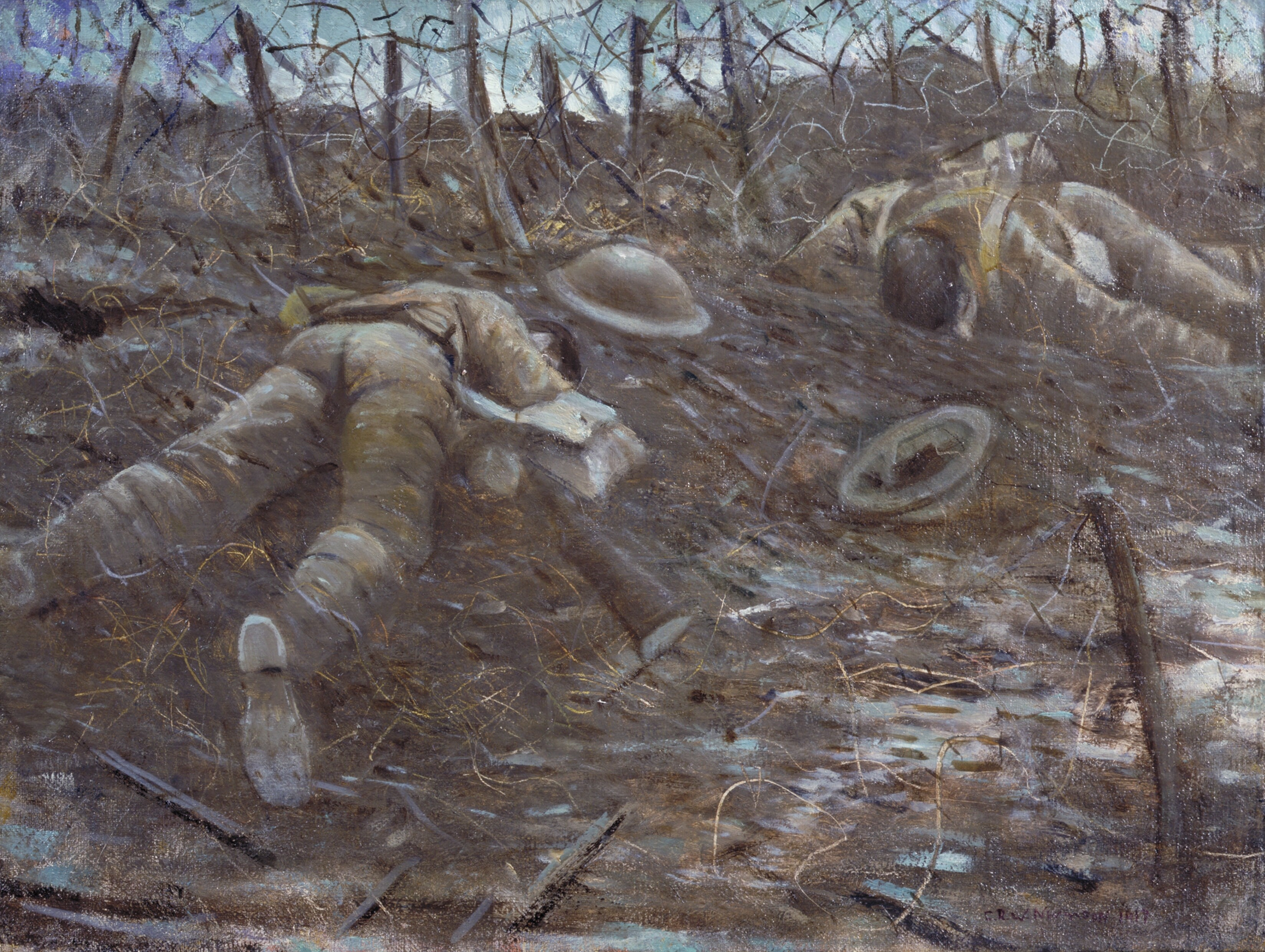
Paths of Glory (1917)

Nel 1917 Nevinson fu nominato 'artista di guerra ufficiale' e fu inviato in varie zone del fronte per rappresentare scene del conflitto. Non trovando stili modernisti adeguati per descrivere gli orrori che aveva visto, realizzò dipinti in modo sempre più realistico.
Di fatto nei quadri successivi alla prima guerra mondiale, realizzati sulla base delle brevi visite sul Fronte occidentale, mancavano completamente gli elementi del futurismo e del cubismo, soppiantati da rappresentazioni estremamente realistiche. Proprio l'estremo realismo delle scene rappresentate gli causarono problemi con la censura ufficiale. Per alcuni dipinti, soprattutto "Paths of Glory", ma anche "A Group of Soldiers" e altri, fu deciso il divieto di esposizione in pubblico.

### Il periodo tra le due guerre

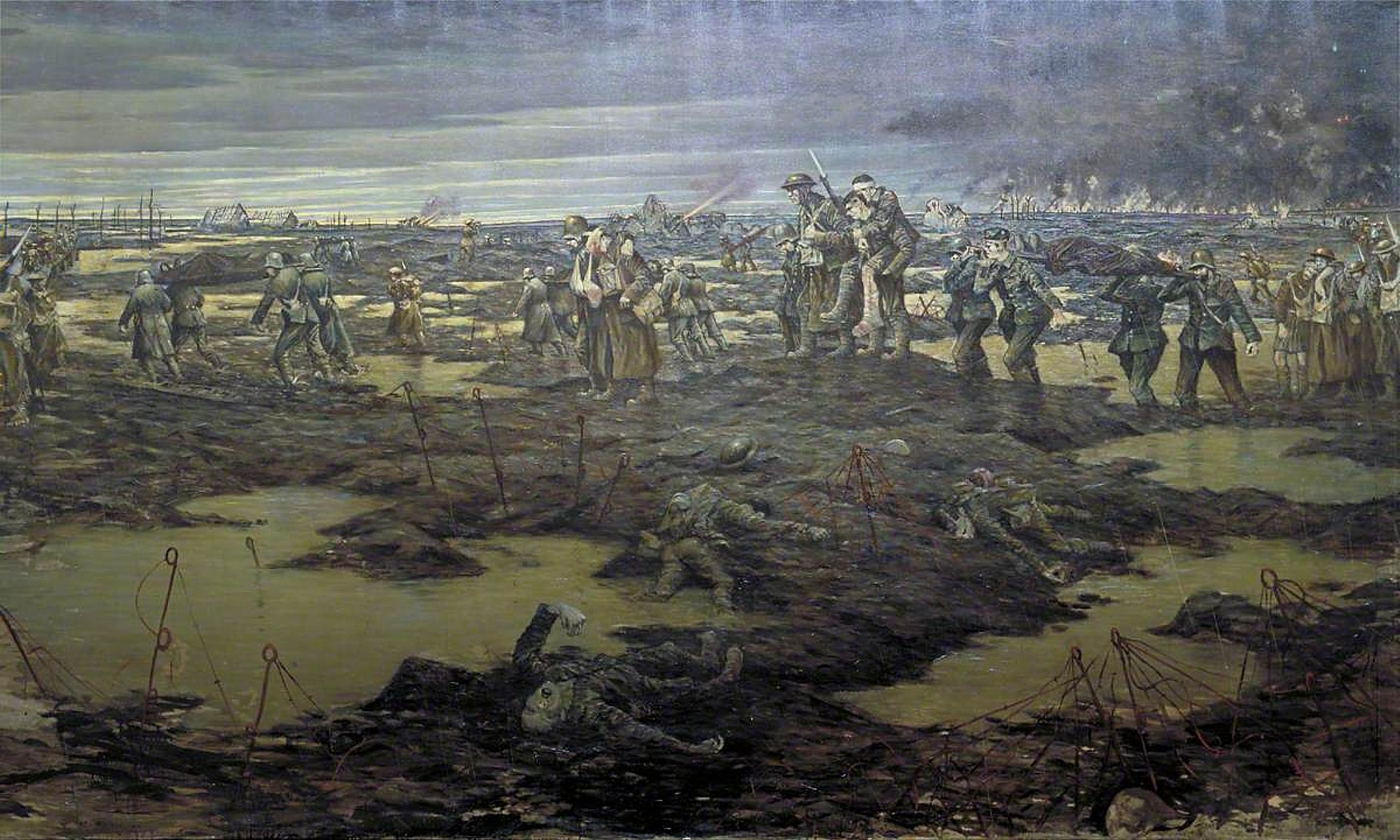
The Harvest of Battle (1919)

Poco dopo la fine della guerra, Nevinson andò negli Stati Uniti d'America, dove dipinse una serie di immagini di New York in stile modernista. Tuttavia, il suo vantarsi esagerato delle esperienze di guerra e dei dipinti sul tema, insieme alla depressione e alla sua personalità disturbata, gli procurò molti nemici, sia negli Stati Uniti d'America che in Gran Bretagna. Roger Fry e il Gruppo di Bloomsbury furono fra i suoi critici più accesi.
Nel 1920, il critico Charles Lewis Hind scrisse, nell'introduzione al catalogo di una mostra delle opere recenti di Nevinson, che " ...è tra gli artisti inglesi più discussi, di maggior successo, più ammirati e più odiati."
La carriera di Nevinson nel periodo post-bellico, tuttavia, non fu in realtà così brillante. Le sue memorie del 1938 "Paint e Prejudice",  anche se vivaci e colorate, sono in parte inesatte, incoerenti e fuorvianti

### Gli ultimi anni

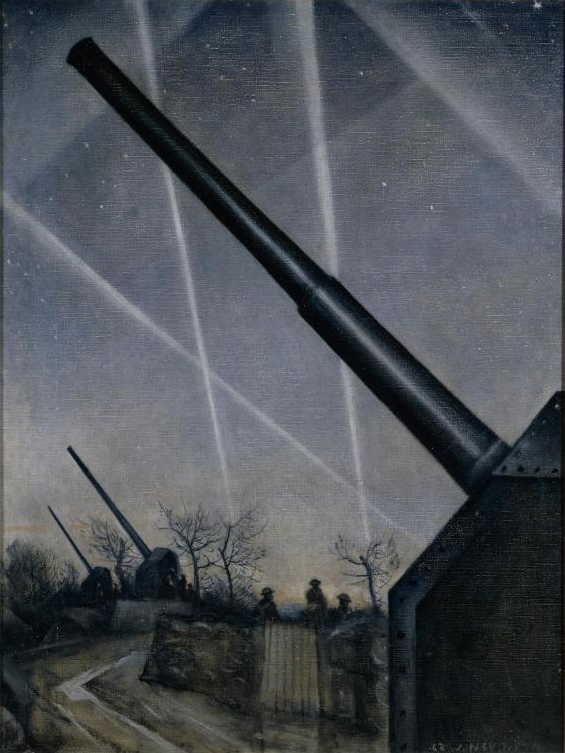
Anti-aircraft Defences (1940)

All'inizio della seconda guerra mondiale il governo del Regno Unito creò un Comitato degli Artisti di guerra, (WAAC,   War Artists' Advisory Committee), ma i lavori proposti da Nevinson furono tutti scartati.
Durante i bombardamenti tedeschi su Londra, fra il 1940 e il 1941 si adoperò come barelliere per tutto il periodo. Fra l'altro anche il suo studio e la casa di famiglia a Hampstead furono colpiti dalle bombe. Nevinson ottenne l’incarico dalla commissione della Royal Air Force di ritrarre gli aviatori che si preparavano per l'incursione di Dieppe nell'agosto 1942 e ottenne anche il permesso di volare sugli aeroplani militari per sviluppare le immagini della guerra aerea. Realizzò un dipinto, "The Battlefields of Britain", per Winston Churchill come dono per la nazione, che è tuttora appeso nella casa al 10, Downing Street.
Poco tempo dopo un ictus gli provocò la paralisi della mano destra e difficoltà nel parlare. Fece domanda per un posto di impiegato presso il 'WAAC' ma gli fu rifiutato. Provò a dipingere con la mano sinistra e riuscì a realizzare tre dipinti che furono esposti alla Royal Academy nell'estate del 1946. Riuscì anche ad andare alla mostra, su una sedia a rotelle, con l'aiuto di sua moglie Kathleen. Morì pochi mesi dopo, il 7 ottobre 1946, all'età di 57 anni.